# Трипша, Йон
Йон Трипша (рум. Ion Tripşa, 30 марта 1934—2001) — румынский стрелок, призёр Олимпийских игр.
Родился в 1934 году в Алба-Юлия. В 1964 году на Олимпийских играх в Токио завоевал серебряную медаль в стрельбе из скорострельного пистолета на дистанции 25 м. В 1966 и 1970 годах завоёвывал серебряные медали чемпионатов мира в командном зачёте. В 1972 году принял участие в Олимпийских играх в Мюнхене, но там стал лишь 25-м.